# Statements (låt med Loreen)
Statements är en låt framförd av Loreen i Melodifestivalen 2017. Låten skrevs av Anton Hård af Segerstad, Joy Deb, Linnea Deb och Loreen.
Låten gick vidare till Andra chansen, men förlorade i duellen mot Anton Hagman med "Kiss You Goodbye" och gick inte vidare till final.

## Framförandet
Framförandet i tävlingen regisserades av Martin Renck och använde uttryck från teater och konstdans. Koreografin innehöll referenser till Pietà (Jungfru Maria och Jesus), målningen Friheten på barrikaderna, vit flagga och Kvinnan med handväskan. Sonen till kvinnan med handväskan uttryckte sitt ogillande för symboliken i framträdandet.

## Galleri

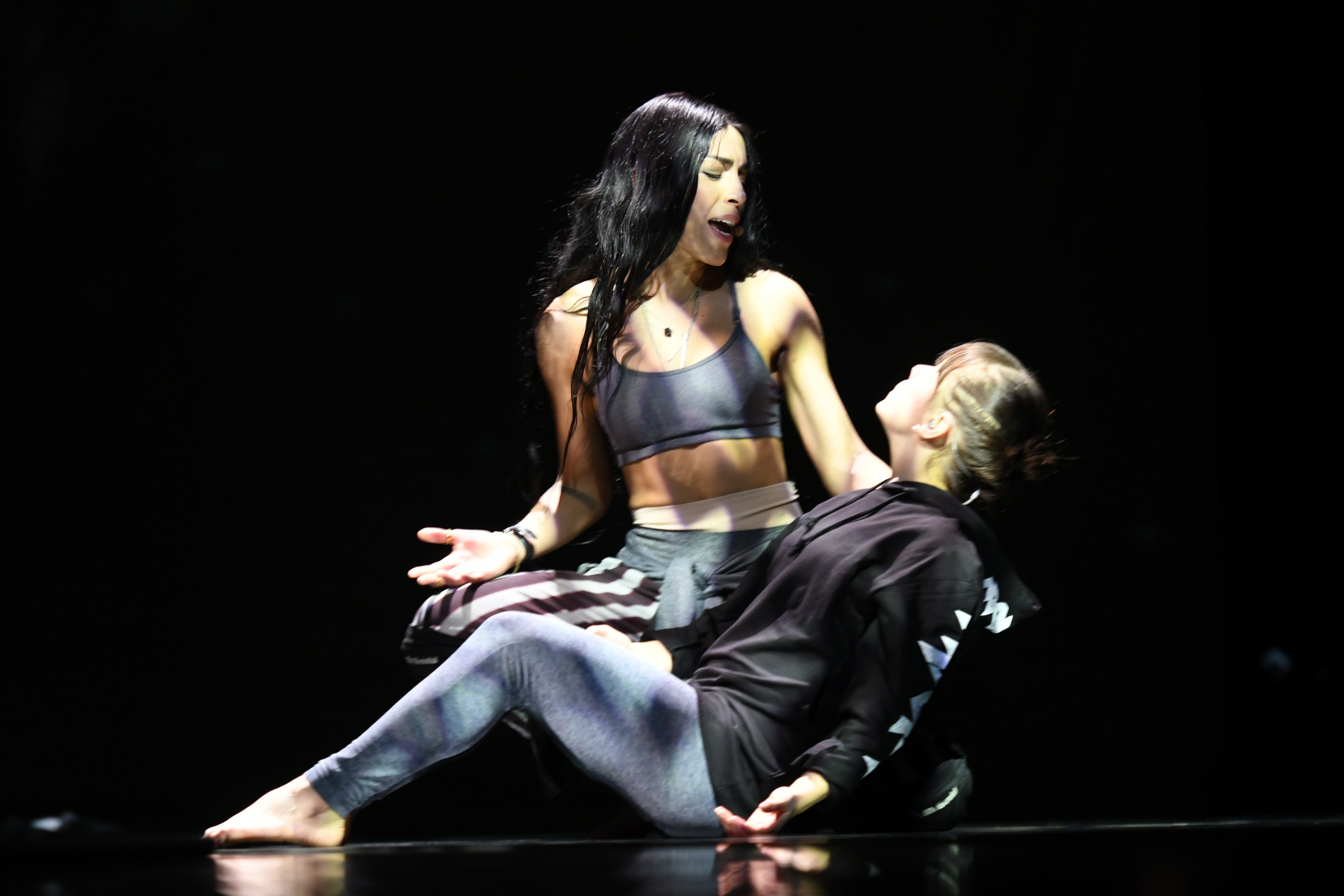
En referens till Pietà
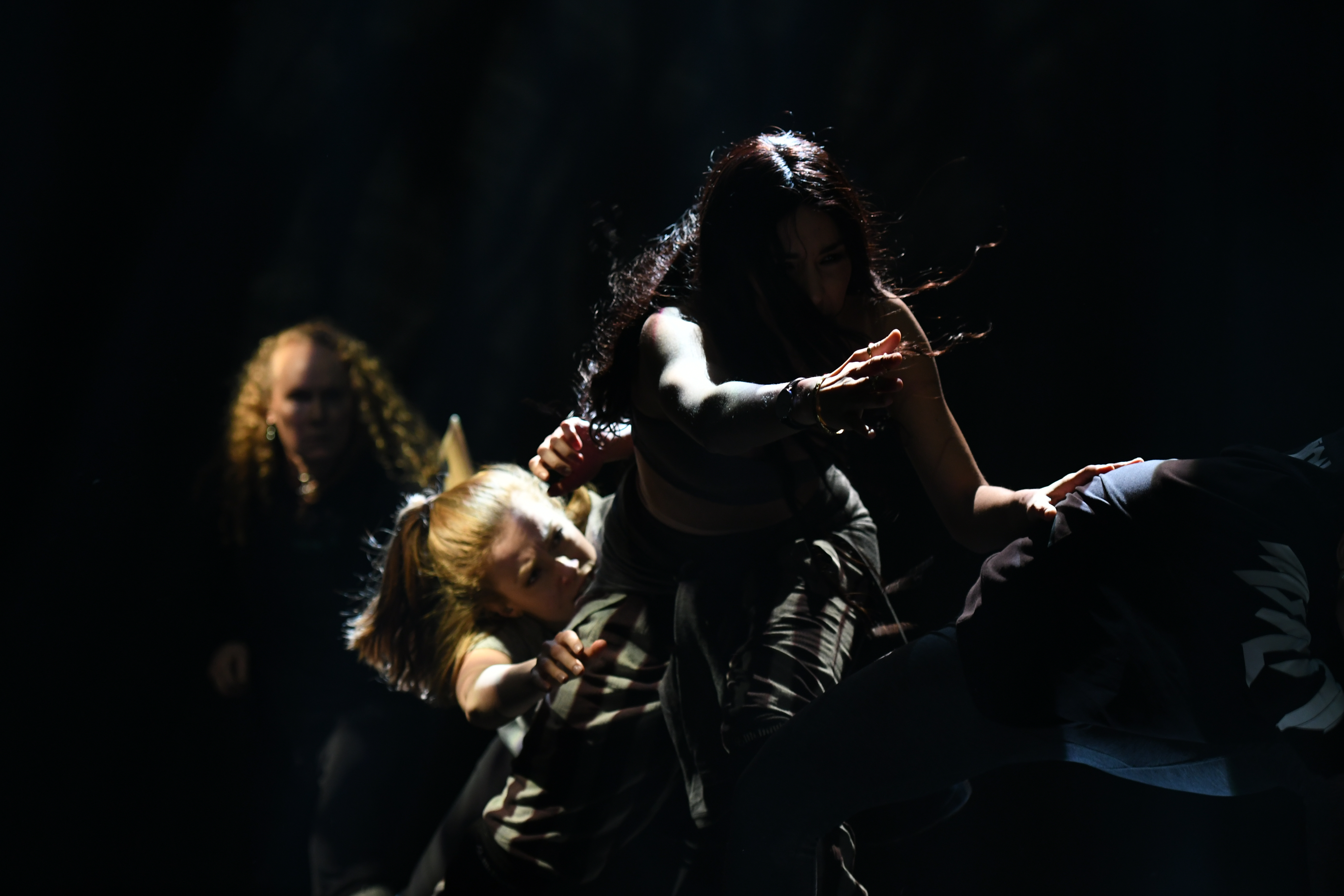
En referens till Kvinnan med handväskan